# Liga Mistrzów UEFA (2014/2015)/Faza kwalifikacyjna
Artykuł prezentuje szczegółowe dane dotyczące rozegranych meczów mających na celu wyłonienie grupy drużyn piłkarskich, które wezmą udział w fazie grupowej Ligi Mistrzów UEFA 2014/2015.

## I runda kwalifikacyjna
Do startu w I rundzie kwalifikacyjnej uprawnionych będzie 6 drużyn, z czego 3 będą rozstawione.
| Tallinna FCI Levadia | 4.575 |
| HB Tórshavn          | 3.175 |
| FC Santa Coloma      | 2.166 |

| Bananc Erywań    | 1.325 |
| SP La Fiorita    | 0.699 |
| Lincoln Red Imps | 0.000 |

Wsp. – wartość współczynnika klubowego
Pogrubioną czcionką wyróżnione zespoły, które awansowały do kolejnej rundy.
| Drużyna 1                            | Wynik dwumeczu | Drużyna 2            | Pierwszy mecz | Drugi mecz |
| ------------------------------------ | -------------- | -------------------- | ------------- | ---------- |
| FC Santa Coloma                      | 3:3 (br.wyj.)  | Bananc Erywań        | 1:0           | 2:3        |
| Lincoln Red Imps                     | 3:6            | HB Tórshavn          | 1:1           | 2:5        |
| SP La Fiorita                        | 0:8            | Tallinna FCI Levadia | 0:1           | 0:7        |
| Po lewej gospodarz pierwszego meczu. |                |                      |               |            |

### Pierwsze mecze
| 11 lipca 2014 | FC Santa Coloma | 1:0   | Bananc Erywań |                                                      |
| 20:00 CET     | Pujol 5'        | (1:0) |               | Estadi Comunal, Andora Widzów: 323 Sędzia: Jens Maae |

| 22 lipca 2014 | Lincoln Red Imps  | 1:1   | HB Tórshavn |                                                                     |
| 20:00 CET     | Chipolina 18' (k) | (1:0) | 71' Hanssen | Victoria Stadium, Gibraltar Widzów: 1 821 Sędzia: Alexandre Boucaut |

| 31 lipca 2014 | SP La Fiorita | 0:1   | FCI Levadia Tallinn |                                                                     |
| 20:30CET      |               | (0:0) | 90+3' Tamm          | Stadion Olimpijski, Serravalle Widzów: 438 Sędzia: Dejan Jakimovski |

### Rewanże
| 18 lipca 2014 | Bananc Erywań                             | 3:2   | FC Santa Coloma         |                                                                                        |
| 16:00 CET     | R. Hovsepyan 29', 56' (k) · Mashumyan 47' | (1:1) | 20' Lima · 90+5' Casals | Stadion Akademii Piłkarskiej w Erywaniu, Erywań Widzów: 1 500 Sędzia: Nikolay Yordanov |

| 28 lipca 2014 | HB Tórshavn                                                      | 5:2   | Lincoln Red Imps            |                                                                |
| 20:00 CET     | Hanssen 11', 81' · Jensen 25' · Edmundsson 34' · Benjaminsen 88' | (3:0) | 50' Cabrera · 77' J. Duarte | Tórsvøllur, Tórshavn Widzów: 1 068 Sędzia: Vadims Direktorenko |

| 38 lipca 2014 | FCI Levadia Tallinn                                                                  | 7:0   | SP La Fiorita |                                                              |
| 18:00 CET     | Kulinitš 6' · Subbotin 30', 72' · Elhussieny 48' · Artjunin 75', 90+1' · Tipurić 85' | (2:0) |               | Stadion Kadriorg, Tallinn Widzów: 1 455 Sędzia: Chris Reisch |

## II runda kwalifikacyjna
Do startu w II rundzie kwalifikacyjnej uprawnionych będzie 34 drużyny (3 z poprzedniej rundy), z czego 17 będzie rozstawionych.
    drużyny, które awansowały z I rundy kwalifikacyjnej
| Drużyny rozstawione    |        |
| Drużyna                | Wsp.   |
| BATE Borysów           | 33.725 |
| Maccabi Tel Awiw       | 17.875 |
| Sheriff Tyraspol       | 17.075 |
| NK Maribor             | 16.200 |
| FK Aktöbe              | 8.150  |
| Drużyny nierozstawione |        |
| Drużyna                | Wsp.   |
| Dinamo Tbilisi         | 6.975  |
| Skënderbeu Korcza      | 4.600  |
| Zrinjski Mostar        | 4.000  |
| Sutjeska Nikšić        | 2.450  |
| FC Santa Coloma        | 2.116  |

| Drużyny rozstawione    |        |
| Drużyna                | Wsp.   |
| Celtic                 | 36.813 |
| Sparta Praga           | 28.870 |
| Partizan Belgrad       | 14.825 |
| Debreceni VSC          | 10.325 |
| Slovan Bratysława      | 8.700  |
| FK Ventspils           | 7.750  |
| Drużyny nierozstawione |        |
| Drużyna                | Wsp.   |
| Malmö FF               | 6.265  |
| KR                     | 5.350  |
| The New Saints F.C.    | 4.850  |
| Tallinna FCI Levadia   | 4.575  |
| Cliftonville F.C.      | 3.225  |
| HB Tórshavn            | 3.175  |

| Drużyny rozstawione    |        |
| Drużyna                | Wsp.   |
| Steaua Bukareszt       | 39.451 |
| Dinamo Zagrzeb         | 23.925 |
| Łudogorec Razgrad      | 18.125 |
| Legia Warszawa         | 15.275 |
| Qarabağ FK             | 7.575  |
| HJK Helsinki           | 7.435  |
| Drużyny nierozstawione |        |
| Drużyna                | Wsp.   |
| F91 Dudelange          | 4.975  |
| Strømsgodset IF        | 4.855  |
| St. Patrick’s Athletic | 4.850  |
| Rabotniczki Skopje     | 4.550  |
| Valletta FC            | 4.466  |
| Žalgiris Wilno         | 3.050  |

Wsp. – wartość współczynnika klubowego
Pogrubioną czcionką wyróżnione zespoły, które awansowały do kolejnej rundy.
| Drużyna 1                            | Wynik dwumeczu | Drużyna 2              | Pierwszy mecz | Drugi mecz |
| ------------------------------------ | -------------- | ---------------------- | ------------- | ---------- |
| BATE Borysów                         | (br. wyj.)1:1  | Skënderbeu Korcza      | 0:0           | 1:1        |
| FC Santa Coloma                      | 0:3            | Maccabi Tel Awiw       | 0:1           | 0:2        |
| Dinamo Tbilisi                       | 0:4            | FK Aktöbe              | 0:1           | 0:3        |
| Zrinjski Mostar                      | 0:2            | NK Maribor             | 0:0           | 0:2        |
| Sheriff Tyraspol                     | 5:0            | Sutjeska Nikšić        | 2:0           | 3:0        |
| Sparta Praga                         | 8:1            | Tallinna FCI Levadia   | 7:0           | 1:1        |
| Malmö FF                             | 1:0            | FK Ventspils           | 0:0           | 1:0        |
| Slovan Bratysława                    | 3:0            | The New Saints F.C.    | 1:0           | 2:0        |
| KR                                   | 0:5            | Celtic                 | 0:1           | 0:4        |
| Cliftonville F.C.                    | 0:2            | Debreceni VSC          | 0:0           | 0:2        |
| Partizan Belgrad                     | 6:1            | HB Tórshavn            | 3:0           | 3:1        |
| Legia Warszawa                       | 6:1            | St. Patrick’s Athletic | 1:1           | 5:0        |
| Rabotniczki Skopje                   | 1:2            | HJK Helsinki           | 0:0           | 1:2        |
| Dinamo Zagrzeb                       | 4:0            | Žalgiris Wilno         | 2:0           | 2:0        |
| Łudogorec Razgrad                    | 5:1            | F91 Dudelange          | 4:0           | 1:1        |
| Valletta FC                          | 0:5            | Qarabağ FK             | 0:1           | 0:4        |
| Strømsgodset IF                      | 0:3            | Steaua Bukareszt       | 0:1           | 0:2        |
| Po lewej gospodarz pierwszego meczu. |                |                        |               |            |

### Pierwsze mecze
| 115 lipca 2014 | BATE Borysów | 0:0   | Skënderbeu Korcza |                                                               |
| 19:00 CET      |              | (0:0) |                   | Borisow-Ariena, Borysów Widzów: 12 671 Sędzia: Georgi Kabakow |

| 215 lipca 2014 | FC Santa Coloma | 0:1   | Maccabi Tel Awiw |                                                                              |
| 20:00 CET      |                 | (0:0) | 62' Prica        | Estadi Comunal d’Andorra la Vella, Andora Widzów: 494 Sędzia: Lasha Silagava |

| 316 lipca 2014 | Dinamo Tbilisi | 0:1   | Aktöbe FK |                                                                                     |
| 19:00 CET      |                | (0:0) | 51' Neco  | Stadion Borysa Paiczadze w Tbilisi, Tbilisi Widzów: 10 100 Sędzia: Paweł Raczkowski |

| 415 lipca 2014 | Zrinjski Mostar | 0:0   | NK Maribor |                                                                                    |
| 19:30 CET      |                 | (0:0) |            | Stadion pod Bijelim Brijegom, Mostar Widzów: 5 100 Sędzia: Carlos del Cerro Grande |

| 515 lipca 2014 | Sheriff Tyraspol      | 2:0   | Sutjeska Nikšić |                                                                |
| 19:00 CET      | Mureșan 71' · Isa 87' | (0:0) |                 | Sheriff Stadium, Tyraspol Widzów: 6 351 Sędzia: Clayton Pisani |

| 615 lipca 2014 | Sparta Praga                                                        | 7:0   | Tallinna FCI Levadia |                                                            |
| 20:45 CET      | Lafata 22', 44', 45+4', 57', 60' · Tipurić 55' (sam.) · Přikryl 84' | (3:0) |                      | Generali Arena, Praga Widzów: 10 152 Sędzia: Arnold Hunter |

| 716 lipca 2014 | Malmö FF | 0:0   | FK Ventspils |                                                             |
| 19:00 CET      |          | (0:0) |              | Swedbank Stadion, Malmö Widzów: 8 831 Sędzia: Antti Munukka |

| 815 lipca 2014 | Slovan Bratysława | 1:0   | The New Saints F.C. |                                                                      |
| 18:45 CET      | Čikoš 52'         | (0:0) |                     | Štadión Pasienky, Bratysława Widzów: 4 838 Sędzia: Pavle Radovanović |

| 915 lipca 2014 | KR | 0:1   | Celtic       |                                                           |
| 20:45 CET      |    | (0:0) | 84' McGregor | KR-völlur, Reykjavík Widzów: 1 520 Sędzia: Andreas Pappas |

| 1015 lipca 2014 | Cliftonville F.C. | 0:0   | Debreceni VSC |                                                           |
| 20:45 CET       |                   | (0:0) |               | Solitude, Belfast Widzów: 1 750 Sędzia: Artur Soares Dias |

| 1115 lipca 2014 | Partizan Belgrad                | 3:0   | HB Tórshavn |                                                                |
| 20:45 CET       | Lazović 14', 64' · Škuletić 71' | (1:0) |             | Stadion Partizana, Belgrad Widzów: 11 758 Sędzia: Sven Bindels |

| 1216 lipca 2014 | Legia Warszawa | 1:1   | St. Patrick’s Athletic |                                                           |
| 20:45 CET       | Radović 90+1'  | (0:1) | 38' Fagan              | Pepsi Arena, Warszawa Widzów: 11 075 Sędzia: Marius Avram |

| 1315 lipca 2014 | Rabotniczki Skopje | 0:0   | HJK Helsinki |                                                              |
| 20:00 CET       |                    | (0:0) |              | Stadion Filipa II, Skopje Widzów: 1 500 Sędzia: Tamás Bognar |

| 1415 lipca 2014 | Dinamo Zagrzeb            | 2:0   | Žalgiris Wilno |                                                        |
| 20:45 CET       | 58' Soudani · 70' Antolić | (0:0) |                | Maksimir, Zagrzeb Widzów: 4 211 Sędzia: Anthony Taylor |

| 1516 lipca 2014 | Łudogorec Razgrad                               | 4:0   | F91 Dudelange |                                                              |
| 19:00 CET       | Abalo 35' · Bezjak 43' · Abel 65' · Espinho 68' | (2:0) |               | Łudogorec Arena, Razgrad Widzów: 4 104 Sędzia: Richard Trutz |

| 1615 lipca 2014 | Valletta FC | 0:1   | Qarabağ FK    |                                                                   |
| 18:30 CET       |             | (0:1) | 18' Chumbinho | Ta’ Qali Stadium, Ta’ Qali Widzów: 1 200 Sędzia: Adrien Jaccottet |

| 1716 lipca 2014 | Strømsgodset IF | 0:1   | Steaua Bukareszt |                                                                    |
| 19:30 CET       |                 | (0:0) | 49' Iancu        | Marienlyst Stadion, Drammen Widzów: 5 056 Sędzia: Serdar Gözübüyük |

### Rewanże
| 122 lipca 2014 | Skënderbeu Korcza | 1:1   | BATE Borysów |                                                                    |
| 20:00 CET      | Radas 67'         | (0:1) | 29' Khagush  | Stadiumi Skënderbeu, Korcza Widzów: 6 200 Sędzia: Ante Vučemilović |

| 222 lipca 2014 | Maccabi Tel Awiw                 | 2:0   | FC Santa Coloma |                                                                               |
| 19:30 CET      | Zahawi 62' (k) · Ben Chajjim 90' | (0:0) |                 | Stadion Andonisa Papadopulosa, Larnaka Widzów: 100 Sędzia: Ioannis Anastasiou |

| 323 lipca 2014 | Aktöbe FK                                          | 3:0   | Dinamo Tbilisi |                                                                |
| 17:00 CET      | Antonow 75' · Ziańkowicz 82' · Abat Aimbetow 90+5' | (0:0) |                | Stadion Centralny, Aktobe Widzów: 12 100 Sędzia: Aliyar Agayev |

| 423 lipca 2014 | NK Maribor                  | 2:0   | Zrinjski Mostar |                                                                     |
| 20:00 CET      | Vršič 45' · Ibraimi 57' (k) | (1:0) |                 | Stadion Ljudski vrt, Maribor Widzów: 7 500 Sędzia: Sergei Lapochkin |

| 522 lipca 2014 | Sutjeska Nikšić | 0:3   | Sheriff Tyraspol                   |                                                                      |
| 17:30 CET      |                 | (0:2) | 5' Benson · 35' Luvannor · 54' Isa | Stadion Kraj Bistrice, Nikšić Widzów: 1 450 Sędzia: Alexander Harkam |

| 622 lipca 2014 | Tallinna FCI Levadia | 1:1   | Sparta Praga |                                                                |
| 18:00 CET      | Teever 68'           | (0:1) | 38' Mareček  | Stadion Kadriorg, Tallinn Widzów: 1 150 Sędzia: Antonio Damato |

| 723 lipca 2014 | FK Ventspils | 0:1   | Malmö FF   |                                                                 |
| 18:00 CET      |              | (0:1) | 19' Thelin | Stadion Olimpijski, Windawa Widzów: 3 000 Sędzia: Kristo Tohver |

| 822 lipca 2014 | The New Saints F.C. | 0:2   | Slovan Bratysława   |                                                    |
| 19:45 CET      |                     | (0:0) | 74', 89' Milinković | Belle Vue, Rhyl Widzów: 1 140 Sędzia: Jakob Kehlet |

| 922 lipca 2014 | Celtic                             | 4:0   | KR |                                                                       |
| 20:45 CET      | van Dijk 13', 20' · Pukki 27', 71' | (3:0) |    | Murrayfield Stadium, Edynburg Widzów: 39 099 Sędzia: Andris Treimanis |

| 1022 lipca 2014 | Debreceni VSC            | 2:0   | Cliftonville F.C. |                                                                    |
| 20:30 CET       | Mihelič 55' · Sidibe 79' | (0:0) |                   | Nagyerdei Stadion, Debreczyn Widzów: 9 457 Sędzia: Vlado Glodjović |

| 1122 lipca 2014 | HB Tórshavn | 1:3   | Partizan Belgrad                         |                                                                 |
| 20:00 CET       | Wardum 35'  | (1:0) | 49' Ninković · 75' Lazović · 90+1' Grbić | Tórsvøllur, Thorshavn Widzów: 1 151 Sędzia: Dimitar Meckarovski |

| 1223 lipca 2014 | St. Patrick’s Athletic | 0:5   | Legia Warszawa                                                    |                                                               |
| 20:45 CET       |                        | (0:1) | 25', 82' Radović · 69' Żyro · 87' Saganowski · 90+2' (sam.) Byrne | Tallaght Stadium, Dublin Widzów: 4 213 Sędzia: Andreas Ekberg |

| 1323 lipca 2014 | HJK Helsinki        | 2:1   | Rabotniczki Skopje |                                                            |
| 18:00 CET       | Lod 22' · Moren 26' | (2:0) | 47' Vujčić         | Sonera Stadium, Helsinki Widzów: 10 153 Sędzia: Neil Doyle |

| 1422 lipca 2014 | Žalgiris Wilno | 0:2   | Dinamo Zagrzeb            |                                                        |
| 20:15 CET       |                | (0:0) | 47' Soudani · 49' Šimunić | LFF Stadion, Wilno Widzów: 4 000 Sędzia: Artyom Kuchin |

| 1522 lipca 2014 | F91 Dudelange | 1:1   | Łudogorec Razgrad |                                                              |
| 18:00 CET       | Turpel 81'    | (0:0) | 51' Bezjak        | Stade Jos Nosbaum, Dudelange Widzów: 842 Sędzia: Tobias Welz |

| 1622 lipca 2014 | Qarabağ FK                                           | 4:0   | Valletta FC |                                                                         |
| 18:30 CET       | Reynaldo 15' · Chumbinho 48' · Dias 57' · George 80' | (1:0) |             | Stadion Tofiqa Bəhramova, Baku Widzów: 23 350 Sędzia: Sergei Tsinkevich |

| 1723 lipca 2014 | Steaua Bukareszt       | 2:0   | Strømsgodset IF |                                                                       |
| 19:30 CET       | Râpă 72' · Stanciu 84' | (0:0) |                 | Stadion Ghencea, Bukareszt Widzów: 18 043 Sędzia: Eitan Shemeulevitch |

## III runda kwalifikacyjna
Od tej rundy turniej kwalifikacyjny zostanie podzielony na 2 części – dla mistrzów i niemistrzów poszczególnych federacji:
- do startu w III rundzie kwalifikacyjnej dla mistrzów uprawnionych będzie 20 drużyn (w tym 17 zwycięzców II rundy), z czego 10 będzie rozstawionych;
- do startu w III rundzie kwalifikacyjnej dla niemistrzów uprawnionych będzie 10 drużyn, z czego 5 będzie rozstawionych.

Drużyny, które przegrają w tej rundzie, otrzymają prawo gry w rundzie play-off Ligi Europy UEFA.
    drużyny, które awansowały z II rundy kwalifikacyjnej
| Drużyny rozstawione    |        |
| Drużyna                | Wsp.   |
| Red Bull Salzburg      | 46.185 |
| Celtic                 | 36.813 |
| BATE Borysów           | 33.725 |
| Dinamo Zagrzeb         | 23.927 |
| Sheriff Tyraspol       | 17.075 |
| Drużyny nierozstawione |        |
| Drużyna                | Wsp.   |
| Legia Warszawa         | 15.275 |
| Debreceni VSC          | 10.325 |
| Slovan Bratysława      | 8.700  |
| Qarabağ FK             | 7.575  |
| Aalborg BK             | 2.450  |

| Drużyny rozstawione    |        |
| Drużyna                | Wsp.   |
| Steaua Bukareszt       | 39.451 |
| APOEL Nikozja          | 28.870 |
| Sparta Praga           | 28.870 |
| Łudogorec Razgrad      | 18.125 |
| Maccabi Tel Awiw       | 17.875 |
| Drużyny nierozstawione |        |
| Drużyna                | Wsp.   |
| NK Maribor             | 16.200 |
| Partizan Belgrad       | 14.825 |
| FK Aktöbe              | 8.110  |
| Malmö FF               | 7.750  |
| HJK Helsinki           | 7.435  |

Wsp. – wartość współczynnika klubowego
Pogrubioną czcionką wyróżnione zespoły, które awansowały do kolejnej rundy.
| Drużyna 1                            | Wynik dwumeczu | Drużyna 2         | Pierwszy mecz | Drugi mecz |
| ------------------------------------ | -------------- | ----------------- | ------------- | ---------- |
| Qarabağ FK                           | 2:3            | Red Bull Salzburg | 2:1           | 0:2        |
| Debreceni VSC                        | 2:3            | BATE Borysów      | 1:0           | 1:3        |
| Slovan Bratysława                    | 2:1            | Sheriff Tyraspol  | 2:1           | 0:0        |
| Aalborg BK                           | 2:1            | Dinamo Zagrzeb    | 0:1           | 2:0        |
| Legia Warszawa                       | 4:4 (br. wyj.) | Celtic            | 4:1           | 0:3(w/o)   |
| FK Aktöbe                            | 3:4            | Steaua Bukareszt  | 2:2           | 1:2        |
| NK Maribor                           | 3:2            | Maccabi Tel Awiw  | 1:0           | 2:2        |
| HJK Helsinki                         | 2:4            | APOEL Nikozja     | 2:2           | 0:2        |
| Sparta Praga                         | 4:4 (br. wyj.) | Malmö FF          | 4:2           | 0:2        |
| Łudogorec Razgrad                    | 2:2 (br. wyj.) | Partizan Belgrad  | 0:0           | 2:2        |
| Po lewej gospodarz pierwszego meczu. |                |                   |               |            |

### Pierwsze mecze
| 130 lipca 2014 | Qarabağ FK             | 2:1   | Red Bull Salzburg |                                                                    |
| 17:30 CET      | Dias 2' · Reynaldo 86' | (1:0) | 77' Soriano       | Stadion Tofiqa Bəhramova, Baku Widzów: 31 000 Sędzia: Sergiy Boyko |

| 229 lipca 2014 | Debreceni VSC  | 1:0   | BATE Borysów |                                                                      |
| 20:30 CET      | Sidibe 56' (k) | (0:0) |              | Nagyerdei Stadion, Debreczyn Widzów: 10 191 Sędzia: Szymon Marciniak |

| 329 lipca 2014 | Slovan Bratysława             | 2:1   | Sheriff Tyraspol |                                                                   |
| 20:15 CET      | Žofčák 42' (k) · Mészáros 85' | (1:0) | 74' Ricardinho   | Štadión Pasienky, Bratysława Widzów: 6 711 Sędzia: Stephan Studer |

| 430 lipca 2014 | Aalborg BK | 0:1   | Dinamo Zagrzeb |                                                                 |
| 20:15 CET      |            | (0:0) | 49' Brozović   | Energi Nord Arena, Aalborg Widzów: 9 438 Sędzia: Danny Makkelie |

| 530 lipca 2014 | Legia Warszawa                              | 4:1   | Celtic      |                                                             |
| 20:45 CET      | Radović 10', 36' · Żyro 84' · Kosecki 90+1' | (2:1) | 8' McGregor | Pepsi Arena, Warszawa Widzów: 22 265 Sędzia: Pol van Boekel |

| 630 lipca 2014 | Aktöbe FK                            | 2:2   | Steaua Bukareszt           |                                                                |
| 17:00 CET      | Korobkin 58' · Robert Arzumanian 88' | (0:1) | 44' Keserü · 79' Prepeliță | Stadion Centralny, Aktobe Widzów: 12 200 Sędzia: Hüseyin Göçek |

| 730 lipca 2014 | NK Maribor  | 1:0   | Maccabi Tel Awiw |                                                                  |
| 20:30 CET      | Bohar 90+5' | (0:0) |                  | Stadion Ljudski vrt, Maribor Widzów: 8 500 Sędzia: Ivan Kružliak |

| 830 lipca 2014 | HJK Helsinki          | 2:2   | APOEL Nikozja                  |                                                           |
| 18:00 CET      | Savage 11', 45+1' (k) | (2:0) | 71' De Vincenti · 74' Sheridan | Sonera Stadium, Helsinki Widzów: 10 189 Sędzia: Paweł Gil |

| 929 lipca 2014 | Sparta Praga                     | 4:2   | Malmö FF                  |                                                            |
| 19:30 CET      | Lafata 22', 51' (70) · Kováč 52' | (1:2) | 17' Forsberg · 27' Thelin | Generali Arena, Praga Widzów: 12 833 Sędzia: Halis Özkahya |

| 1030 lipca 2014 | Łudogorec Razgrad | 0:0   | Partizan Belgrad |                                                           |
| 20:00 CET       |                   | (0:0) |                  | Łudogorec Arena, Razgrad Widzów: 6 000 Sędzia: Ken Hansen |

### Rewanże
| 16 sierpnia 2014 | Red Bull Salzburg    | 2:0   | Qarabağ FK |                                                |
| 20:30 CET        | Hinteregger 18', 34' | (2:0) |            | Red Bull Arena, Salzburg Sędzia: Robert Madden |

| 26 sierpnia 2014 | BATE Borysów                                  | 3:1   | Debreceni VSC  |                                                    |
| 19:30 CET        | Waładźko 39' · Radziwonau 66' · Krywiec 90+4' | (1:1) | 20' (k) Sidibe | Borisow-Ariena, Borysów Sędzia: Stefan Johannesson |

| 36 sierpnia 2014 | Sheriff Tyraspol | 0:0   | Slovan Bratysława |                                              |
| 19:00 CET        |                  | (0:0) |                   | Sheriff Stadium, Tyraspol Sędzia: István Vad |

| 46 sierpnia 2014 | Dinamo Zagrzeb | 0:2   | Aalborg BK        |                                             |
| 20:45 CET        |                | (0:1) | 36', 85' Jacobsen | Maksimir, Zagrzeb Sędzia: Jewhen Aranowśkyj |

| 56 sierpnia 2014 | Celtic | 0:2   | Legia Warszawa            |                                                              |
| 20:45 CET        |        | (0:1) | 36' Żyro · 61' Kucharczyk | Murrayfield Stadium, Edynburg Sędzia: Paolo Silvio Mazzoleni |

| 66 sierpnia 2014 | Steaua Bukareszt         | 2:1   | Aktöbe FK   |                                                     |
| 19:30 CET        | Chipciu 3' · Stanciu 39' | (2:0) | 85' Kapadze | Stadion Ghencea, Bukareszt Sędzia: Miroslav Zelinka |

| 76 sierpnia 2014 | Maccabi Tel Awiw                | 2:2   | NK Maribor       |                                                                     |
| 20:00 CET        | Ben Chajjim 42' · Ben Basat 53' | (1:1) | 35', 54' Ibraimi | Stadion Andonisa Papadopulosa, Larnaka Sędzia: Martin Strömbergsson |

| 86 sierpnia 2014 | APOEL Nikozja                       | 2:0   | HJK Helsinki |                                          |
| 18:30 CET        | Sheridan 18' · De Vincenti 43' (k.) | (2:0) |              | Stadion GSP, Nikozja Sędzia: Liran Liany |

| 96 sierpnia 2014 | Malmö FF           | 2:0   | Sparta Praga |                                              |
| 19:00 CET        | Rosenberg 35', 55' | (1:0) |              | Swedbank Stadion, Malmö Sędzia: Ruddy Buquet |

| 106 sierpnia 2014 | Partizan Belgrad  | 2:2   | Łudogorec Razgrad   |                                                      |
| 20:45 CET         | Škuletić 30', 35' | (2:2) | 19', 21' Marcelinho | Stadion Partizana, Belgrad Sędzia: Alaksiej Kulbakou |

| Zenit Petersburg | 73.899 |
| Lille OSC        | 45.300 |
| FC København     | 45.260 |
| Standard Liège   | 38.260 |
| Beşiktaş JK      | 32.840 |

| Dnipro Dniepropetrowsk  | 32.193 |
| Panathinaikos AO        | 30.220 |
| Feyenoord               | 13.362 |
| Grasshopper Club Zurych | 9.645  |
| AEL Limassol            | 7.650  |

Wsp. – wartość współczynnika klubowego
Pogrubioną czcionką wyróżnione zespoły, które awansowały do kolejnej rundy.
| Drużyna 1                            | Wynik dwumeczu | Drużyna 2        | Pierwszy mecz | Drugi mecz |
| ------------------------------------ | -------------- | ---------------- | ------------- | ---------- |
| AEL Limassol                         | 1:3            | Zenit Petersburg | 1:0           | 0:3        |
| Dnipro Dniepropetrowsk               | 0:2            | FC København     | 0:0           | 0:2        |
| Feyenoord                            | 1:5            | Beşiktaş JK      | 1:2           | 1:3        |
| Grasshopper Club Zurych              | 1:3            | Lille OSC        | 0:2           | 1:1        |
| Standard Liège                       | 2:1            | Panathinaikos AO | 0:0           | 2:1        |
| Po lewej gospodarz pierwszego meczu. |                |                  |               |            |

### Pierwsze mecze
| 130 lipca 2014 | AEL Limassol  | 1:0   | Zenit Petersburg |                                                                               |
| 18:00 CET      | Gikiewicz 64' | (0:0) |                  | Stadion Andonisa Papadopulosa, Larnaka Widzów: 6 700 Sędzia: Marijo Strahonja |

| 230 lipca 2014 | Dnipro Dniepropetrowsk | 0:0   | FC København |                                                                           |
| 18:00 CET      |                        | (0:0) |              | Stadion Olimpijski w Kijowie, Kijów Widzów: 23 410 Sędzia: Andre Marriner |

| 330 lipca 2014 | Feyenoord      | 1:2   | Beşiktaş JK             |                                                      |
| 20:00 CET      | te Vrede 90+5' | (0:1) | 13' Pektemek · 71' Frei | De Kuip, Rotterdam Widzów: 44 000 Sędzia: Luca Banti |

| 430 lipca 2014 | Grasshopper Club Zurych | 0:2   | Lille OSC                |                                                        |
| 19:00 CET      |                         | (0:1) | 29' Corchia · 49' Mendes | Letzigrund, Zürich Widzów: 7 700 Sędzia: Aleksey Eskov |

| 530 lipca 2014 | Standard Liège | 0:0   | Panathinaikos AO |                                                                        |
| 20:00 CET      |                | (0:0) |                  | Stade Maurice Dufrasne, Liège Widzów: 18 483 Sędzia: Carlos Clos Gómez |

### Rewanże
| 16 sierpnia 2014 | Zenit Petersburg | 0:3   | AEL Limassol                             |                                                            |
| 18:00 CET        |                  | (0:0) | 55' Rondón · 88' Danny · 90+2' Kierżakow | Stadion Pietrowski, Petersburg Sędzia: Alexandru Dan Tudor |

| 26 sierpnia 2014 | FC København               | 2:0   | Dnipro Dniepropetrowsk |                                                     |
| 20:00 CET        | Cornelius 36' · Kadrii 52' | (1:0) |                        | Parken, Kopenhaga Sędzia: Duarte Nuno Pereira Gomes |

| 36 sierpnia 2014 | Beşiktaş JK      | 3:1   | Feyenoord |                                                          |
| 19:30 CET        | Ba 28', 80', 86' | (1:0) | 74' Manu  | Atatürk Olimpiyat Stadyumu, Stambuł Sędzia: Felix Zwayer |

| 46 sierpnia 2014 | Lille OSC   | 1:1   | Grasshopper Club Zurych |                                                                       |
| 20:30 CET        | Balmont 19' | (1:1) | 33' Abrashi             | Stade Pierre-Mauroy, Villeneuve-d’Ascq Sędzia: Anastasios Sidiropulos |

| 56 sierpnia 2014 | Panathinaikos AO      | 1:2   | Standard Liège          |                                                            |
| 20:00 CET        | Arslanagic 17' (sam.) | (1:2) | 36' Mbombo · 41' M’Poku | Stadion Apostolos Nikolaidis, Ateny Sędzia: Michael Oliver |

## Runda play-off
W tej rundzie kwalifikacji utrzymany został podział na 2 części – dla mistrzów i niemistrzów poszczególnych federacji:
- do startu w rundzie play-off dla mistrzów uprawnionych będzie 10 drużyn (zwycięzców III rundy), z czego 5 będzie rozstawionych;
- do startu w rundzie play-off dla niemistrzów uprawnionych będzie 10 drużyn (w tym 5 zwycięzców III rundy), z czego 5 będzie rozstawionych.

Drużyny, które przegrają w tej rundzie, otrzymają prawo gry w fazie grupowej Ligi Europy UEFA.
    drużyny, które awansowały z III rundy kwalifikacyjnej
| Drużyny rozstawione | Drużyny rozstawione | Drużyny rozstawione | Drużyny rozstawione |
| Drużyna             | Wsp.                | Drużyna             | Wsp.                |
| ------------------- | ------------------- | ------------------- | ------------------- |
| Red Bull Salzburg   | 46.185              | Celtic              | 36.813              |
| Steaua Bukareszt    | 39.451              | BATE Borysów        | 33.725              |
| APOEL Nikozja       | 37.650              |                     |                     |

| Drużyny nierozstawione | Drużyny nierozstawione | Drużyny nierozstawione | Drużyny nierozstawione |
| Drużyna                | Wsp.                   | Drużyna                | Wsp.                   |
| ---------------------- | ---------------------- | ---------------------- | ---------------------- |
| Łudogorec Razgrad      | 18.125                 | Malmö FF               | 6.265                  |
| NK Maribor             | 16.200                 | Aalborg BK             | 5.260                  |
| Slovan Bratysława      | 8.700                  |                        |                        |

Wsp. – wartość współczynnika klubowego
Pogrubioną czcionką wyróżnione zespoły, które awansowały do kolejnej rundy.
| Drużyna 1                            | Wynik dwumeczu | Drużyna 2         | Pierwszy mecz | Drugi mecz  |
| ------------------------------------ | -------------- | ----------------- | ------------- | ----------- |
| NK Maribor                           | 2:1            | Celtic F.C.       | 1:1           | 1:0         |
| Red Bull Salzburg                    | 2:4            | Malmö FF          | 2:1           | 0:3         |
| AaB                                  | 1:5            | APOEL Nikozja     | 1:1           | 0:4         |
| Steaua Bukareszt                     | 1:1 (k. 5:6)   | Łudogorec Razgrad | 1:0           | 0:1 (dogr.) |
| Slovan Bratysława                    | 1:4            | BATE Borysów      | 1:1           | 0:3         |
| Po lewej gospodarz pierwszego meczu. |                |                   |               |             |

### Pierwsze mecze
| 119 sierpnia 2014 | Red Bull Salzburg          | 2:1   | Malmö FF |                                                               |
| 20:45 CET         | Schiemer 16' · Soriano 54' | (1:0) |          | Red Bull Arena, Salzburg Widzów: 29110 Sędzia: Nicola Rizzoli |

| 219 sierpnia 2014 | Steaua Bukareszt | 1:0   | Łudogorec Razgrad |                                                                 |
| 20:45 CET         | Chipciu 88'      | (0:0) |                   | Stadionul Național, Bukareszt Widzów: 35342 Sędzia: Felix Brych |

| 320 sierpnia 2014 | NK Maribor | 1:1   | Celtic      |                                                                   |
| 20:45 CET         | Bohar 14'  | (1:1) | 6' McGregor | Stadion Ljudski vrt, Maribor Widzów: 11025 Sędzia: Pavel Královec |

| 420 sierpnia 2014 | Aalborg BK  | 1:1   | APOEL Nikozja |                                                                 |
| 20:45 CET         | Thomsen 16' | (1:0) | 55' Vinícius  | Energi Nord Arena, Aalborg Widzów: 9663 Sędzia: Martin Atkinson |

| 520 sierpnia 2014 | Slovan Bratysława | 1:1   | BATE Borysów         |                                                                        |
| 20:45 CET         | Vittek 80'        | (0:1) | 44' (sam.) Jablonský | Štadión Pasienky, Bratysława Widzów: 8461 Sędzia: Olegário Benquerença |

### Rewanże
| 126 sierpnia 2014 | Celtic | 0:1   | NK Maribor  |                                            |
| 20:45 CET         |        | (0:0) | 75' Tavares | Celtic Park, Glasgow Sędzia: Viktor Kassai |

| 226 sierpnia 2014 | APOEL Nikozja                                                 | 4:0   | Aalborg BK |                                             |
| 20:45 CET         | Vinícius 28' · De Vincenti 43' · Aloneftis 64' · Sheridan 75' | (2:0) |            | Stadion GSP, Nikozja Sędzia: William Collum |

| 326 sierpnia 2014 | BATE Borysów                                    | 3:0   | Slovan Bratysława |                                                |
| 20:45 CET         | Hardziajczuk 41' · Kriwiec 84' · Radziwonau 85' | (1:0) |                   | Borisow-Ariena, Borysów Sędzia: Wolfgang Stark |

| 427 sierpnia 2014 | Malmö FF                               | 3:0   | Red Bull Salzburg |                                               |
| 20:45 CET         | Rosenberg 11' (k.), 84' · Eriksson 19' | (2:0) |                   | Swedbank Stadion, Malmö Sędzia: Damir Skomina |

| 527 sierpnia 2014 | Łudogorec Razgrad                                                                  | 1:0 (pd.)               | Steaua Bukareszt                                                            |                                                                               |
| 20:45 CET         | Wanderson 90'                                                                      | (0:0, 1:0, 1:0, k. 6:5) |                                                                             | Stadion Narodowy im. Wasiła Lewskiego, Sofia Sędzia: Alberto Undiano Mallenco |
| 20:45 CET         | · Moți · Wanderson · Younès · Júnior Caiçara · Marcelinho · Djakow · Fábio Espinho | Rzuty karne             | · Keserü · Pârvulescu · Szukała · Popa · Fernando Varela · Prepeliță · Râpă | Stadion Narodowy im. Wasiła Lewskiego, Sofia Sędzia: Alberto Undiano Mallenco |

| Drużyny rozstawione | Drużyny rozstawione | Drużyny rozstawione | Drużyny rozstawione |
| Drużyna             | Wsp.                | Drużyna             | Wsp.                |
| ------------------- | ------------------- | ------------------- | ------------------- |
| Arsenal             | 112.949             | Bayer Leverkusen    | 70.328              |
| FC Porto            | 105.459             | Napoli              | 61.387              |
| Zenit Petersburg    | 73.899              |                     |                     |

| Drużyny nierozstawione | Drużyny nierozstawione | Drużyny nierozstawione | Drużyny nierozstawione |
| Drużyna                | Wsp.                   | Drużyna                | Wsp.                   |
| ---------------------- | ---------------------- | ---------------------- | ---------------------- |
| Athletic Bilbao        | 54.542                 | Standard Liège         | 38.260                 |
| Lille OSC              | 45.300                 | Beşiktaş JK            | 32.840                 |
| FC Kopenhaga           | 45.260                 |                        |                        |

Wsp. – wartość współczynnika klubowego
Pogrubioną czcionką wyróżnione zespoły, które awansowały do kolejnej rundy.
| Drużyna 1                            | Wynik dwumeczu | Drużyna 2           | Pierwszy mecz | Drugi mecz |
| ------------------------------------ | -------------- | ------------------- | ------------- | ---------- |
| Beşiktaş JK                          | 0:1            | Arsenal             | 0:0           | 0:1        |
| Standard Liège                       | 0:4            | Zenit Petersburg    | 0:1           | 0:3        |
| FC København                         | 2:7            | Bayer 04 Leverkusen | 2:3           | 0:4        |
| Lille OSC                            | 0:3            | FC Porto            | 0:1           | 0:2        |
| SSC Napoli                           | 2:4            | Athletic Bilbao     | 1:1           | 1:3        |
| Po lewej gospodarz pierwszego meczu. |                |                     |               |            |

### Pierwsze mecze
| 119 sierpnia 2014 | Beşiktaş JK | 0:0   | Arsenal |                                                                         |
| 20:45 CET         |             | (0:0) |         | Atatürk Olimpiyat Stadyumu, Stambuł Widzów: 41531 Sędzia: Milorad Mažić |

| 219 sierpnia 2014 | FC København               | 2:3   | Bayer 04 Leverkusen                         |                                                                 |
| 20:45 CET         | Jørgensen 9' · Amartey 13' | (2:3) | 5' Kießling · 31' Bellarabi · 42' Heung-min | Parken, Kopenhaga Widzów: 18221 Sędzia: Carlos Velasco Carballo |

| 319 sierpnia 2014 | Napoli      | 1:1   | Athletic Bilbao |                                                                |
| 20:45 CET         | Higuaín 68' | (0:1) | 41' Muniain     | Stadio San Paolo, Neapol Widzów: 49 872 Sędzia: Jonas Eriksson |

| 420 sierpnia 2014 | Standard Liège | 0:1   | Zenit Petersburg |                                                                    |
| 20:45 CET         |                | (0:1) | 14' Szatow       | Stade Maurice Dufrasne, Liège Widzów: 14 435 Sędzia: Craig Thomson |

| 520 sierpnia 2014 | Lille OSC | 0:1   | FC Porto    |                                                                             |
| 20:45 CET         |           | (0:0) | 66' Herrera | Stade Pierre-Mauroy, Villeneuve-d’Ascq Widzów: 33 853 Sędzia: Björn Kuipers |

### Rewanże
| 126 sierpnia 2014 | Zenit Petersburg                | 3:0   | Standard Liège |                                                        |
| 20:45 CET         | Rondón 30' · Hulk 54' (k.), 58' | (1:0) |                | Stadion Pietrowski, Petersburg Sędzia: Gianluca Rocchi |

| 226 sierpnia 2014 | FC Porto                   | 2:0   | Lille OSC |                                                    |
| 20:45 CET         | Brahimi 49' · Martínez 69' | (0:0) |           | Estádio do Dragão, Porto Sędzia: Svein Oddvar Moen |

| 327 sierpnia 2014 | Arsenal       | 1:0   | Beşiktaş JK |                                                               |
| 20:45 CET         | Sánchez 45+1' | (1:0) |             | Emirates Stadium, Londyn Widzów: 59 946 Sędzia: Pedro Proença |

| 427 sierpnia 2014 | Bayer Leverkusen                                      | 4:0   | FC Kopenhaga |                                                              |
| 20:45 CET         | Heung-min 2' · Çalhanoğlu 7' · Kießling 31' (k.), 66' | (3:0) |              | BayArena, Leverkusen Widzów: 23 321 Sędzia: Mark Clattenburg |

| 527 sierpnia 2014 | Athletic Bilbao            | 3:1   | Napoli     |                                                       |
| 20:45 CET         | Aduriz 61', 69' · Ibai 74' | (0:0) | 47' Hamšík | San Mamés, Bilbao Widzów: 49 017 Sędzia: Cüneyt Çakır |